# Gerhart-Hauptmann-Straße 46 (Magdeburg)

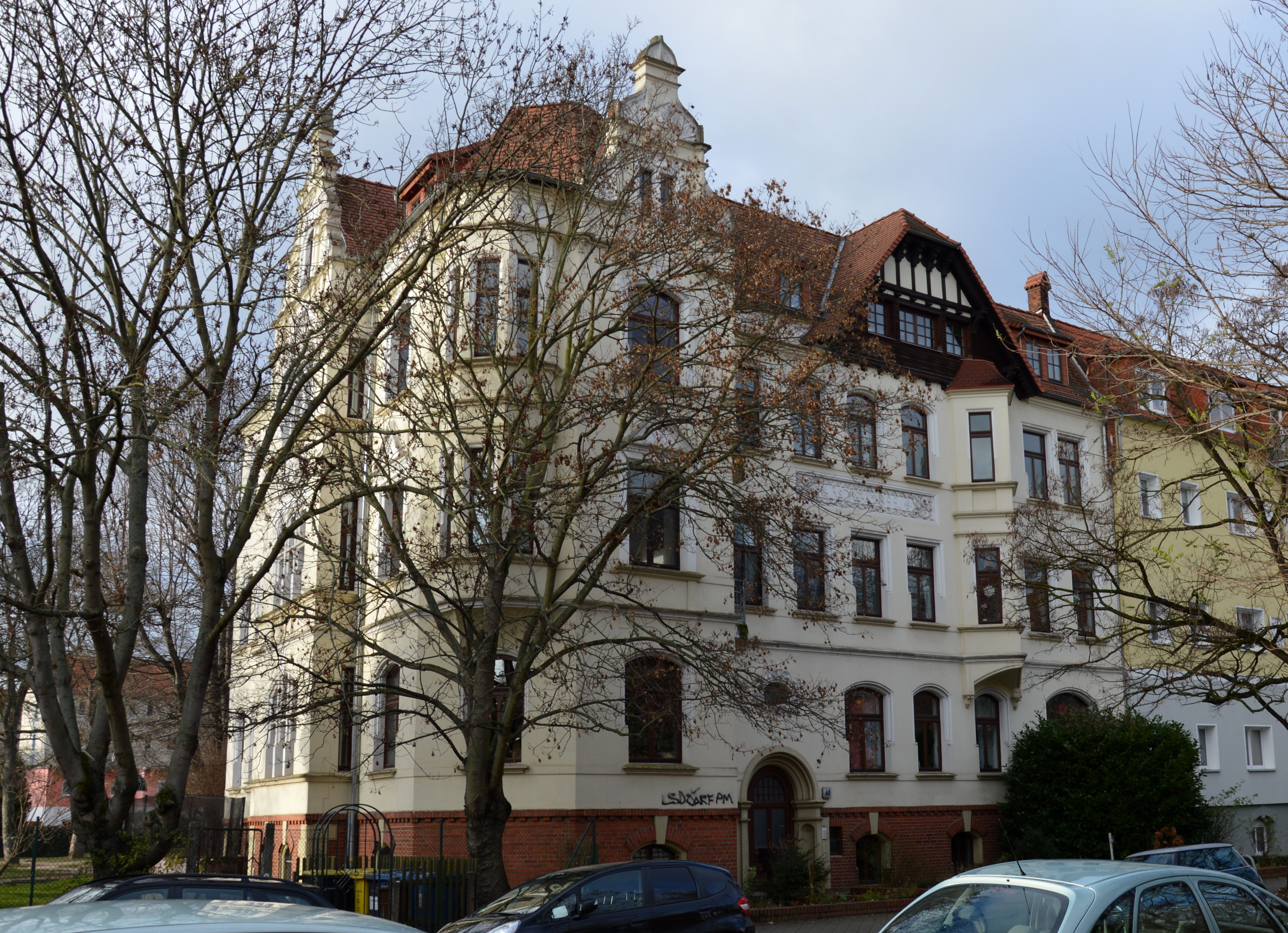
Haus Gerhart-Hauptmann-Straße 46

Das Haus Gerhart-Hauptmann-Straße 46 ist ein denkmalgeschütztes Wohnhaus in Magdeburg in Sachsen-Anhalt.

## Lage
Es befindet sich in das Straßenbild prägender Lage im Magdeburger Stadtteil Stadtfeld Ost auf der Westseite der Gerhart-Hauptmann-Straße, in einer Ecklage unmittelbar nördlich der Einmündung der Hans-Löscher-Straße.

## Architektur und Geschichte
Das dreigeschossige Wohnhaus wurde im Jahr 1899 im Stil der Weserrenaissance errichtet. Die Fassade des repräsentativ gestalteten Gebäudes ist mit vielfältigen Elementen verziert und wirkt fast schlossartig. Zur Ecke hin besteht ein kleiner polygonaler Erker. Auf der rechten Seite der Ostfassade gibt es darüber hinaus einen ebenfalls zierlichen Dreieckserker, oberhalb dessen sich ein breiter Fachwerkgiebel erstreckt. Zwei Risalite sind mit Schweifgiebeln bekrönt. An der Fassade finden sich Stuckverzierungen mit floralen und ornamentalen Motiven.
Im örtlichen Denkmalverzeichnis ist das Wohnhaus unter der Erfassungsnummer 094 82187 als Baudenkmal verzeichnet.
Das Gebäude wird als städtebaulich bedeutsam in Zusammenhang mit den erhaltenen Teilen des historischen Straßenzuges angesehen.